# Nils Andersson (brottsling)
Nils Andersson, dömd för mord och mordbrand, avrättades den 1 november 1853 på Södra Åsbo härads avrättningsplats i Björnekulla socken i Skåne. Vid detta tillfälle avrättades även medbrottslingen Jöns Göransson Ramberg, för samma brott. Öresundsposten den 24 december 1853 uppger att skarprättaren betedde sig illa vid avrättningen av Pramberg (tryckfel för Ramberg) och Nils Andersson. Detta finns även belagt i andra källor där det framkommer att onödig plåga förorsakades av bödelns oskicklighet.